# Мантон
Манто̀н (на френски: Menton) е град във Франция, департамент Алп Маритим на регион Прованс-Алпи-Лазурен бряг.

## География
Разположен е на брега на Средиземно море между италианската граница и град Ница, като от Ница отстои на 19 км на североизток. Морски курорт, наричан "перлата" на Френската Ривиера. Има жп гара по крайбрежната линия на френската ривиера. Население 28 683 жители от преброяването през 2007 г.

## История
Първите сведения за града датират от 10 век. През 1848 г. става независима република. До 1861 г. е бил в състава на княжество Монако. През Втората световна война преживява голяма бомбардировка. До 1945 г. Италия предявява претенции Мантон да бъде италиански град.

## Икономика
Мекият средиземноморски климат е създал известност на Мантон като прочут морски курорт. Основен отрасъл в икономиката на града е туризмът. Отглеждат се цитрусови плодове, маслини и цветя.

## Личности, родени в Мантон
- Оливие Ешуафни (р. 1972), френски футболист

## Личности, починали в Мантон
- Висенте Бласко Ибанес (1867-1928), испански писател
- Уилям Йейтс (1865-1939), ирландски поет и драматург
- Ирене Лагю (1893-1994), френска художничка

## Личности, свързани с Мантон
- Ришар Анконина (р. 1953), френски киноартист
- Жан Кокто (1889-1963), френски поет

## Побратимени градове
- Баден-Баден, Германия
- Монтрьо, Швейцария
- Намюр, Белгия
- Сочи, Русия

## Фотогалерия
- Панормен изглед от крайбрежието на Мантон
- Старинната част на Мантон и част от пристанището
- Цитаделата на Мантон
- Декорите за карнавала през 2007 г.